# ناحیه پورتو
ناحیه پورتو (به پرتغالی: Distrito do Porto) یک منطقهٔ مسکونی در پرتغال است. منطقه پورتو ۲٬۳۹۵ کیلومتر مربع مساحت و ۱٬۸۱۷٬۱۷۲ نفر جمعیت دارد.